# Hak ve Eşitlik Partisi
Die Hak ve Eşitlik Partisi (HEPAR, deutsch: „Partei für Recht und Gleichheit“) ist eine nationalistische Splitterpartei in der Türkei. Sie lehnt im Gegensatz zur Milliyetçi Hareket Partisi Konservatismus ab und befürwortet modernen Nationalismus.
Der Gründer ist Ex-General Osman Pamukoğlu, der vor allem für seine Rolle im Krieg gegen die verbotene Untergrundorganisation PKK bekannt ist. Das Emblem der Partei ist ein „anatolischer Adler“ in einer Sonne.
Bei den Parlamentswahlen 2011 erhielt die Partei 124.415 Stimmen (0,29 %). Bei den Kommunalwahlen 2014 erhielt sie 40.448 Stimmen (0,12 %).